# Marie Ravenel
Pour les articles homonymes, voir Ravenel.
Marie Le Corps, née Ravenel le 21 août 1811 à Réthoville et morte le 8 mars 1893 à Fermanville, est une poétesse française.

## Biographie
Fille de cultivateurs née au moulin familial de la Coudrerie à Réthoville, Marie Ravenel épouse, à l'âge de dix-huit ans, Yves Le Corps, le domestique de son père, en janvier 1830. Grâce à la sûreté de son goût et à la persévérance de ses efforts, elle réussit, malgré les soins absorbants de son ménage, à satisfaire son penchant pour la poésie et à se distinguer au rang des poètes normands.
Entourée de trois enfants, la meunière se décida, sollicitée par quelques amis, à publier, en 1852, un premier volume de ses vers caractérisés par un sentiment très vif et très intime de la nature. Ce premier volume fut très apprécié des connaisseurs et obtint même un certain succès en librairie ; une nouvelle édition parut en 1860.
Après quelques années de mariage, Marie Ravenel dut quitter son village natal pour aller s’établir à Carneville dans la vallée des Moulins. Vers 1848, elle vint habiter Fermanville où, en dépit de sa réputation littéraire grandissante et des honneurs, on pouvait continuer à la voir assister en honnête paysanne en coiffe aux offices chaque dimanche.
En 1890, elle donna une édition complète de ses œuvres.

## Œuvres
- Œuvres complètes de Marie Ravenel (Mme Le Corps). Poésies et mémoires, Cherbourg, E. Le Maout, 1890, 2 vol. in-16.